# 阿卜杜勒·阿齊茲·米爾扎
阿卜杜勒·阿齐兹·米尔扎（1943年—）是巴基斯坦一名退役的海軍軍官、外交官和商人，軍銜為四星海軍上將。他从1999年接替法西赫·布哈里海軍上将担任海军司令，直到2002年退役，辭職後任駐沙特大使。
从海军退役后，他曾在2002年至2005年短暂担任巴基斯坦驻沙特阿拉伯大使，后来成为伊斯兰堡半人马座公司的首席执行官。 在海军服役期间，米爾扎海军上将因在1999年调试了该国第一艘巧妙的本地制造的远程潜艇--阿戈斯塔90B型潜艇而受到表彰。